# Anabrissus damesi
Anabrissus damesi is een zee-egel uit de familie Brissidae.
De wetenschappelijke naam van de soort werd in 1881 gepubliceerd door Alexander Agassiz.